# William Harvey Carney
William Harvey Carney (29 de febrero de 1840-9 de diciembre de 1908) fue un soldado estadounidense durante la Guerra de Secesión. Nacido esclavo, recibió la Medalla de Honor en 1900 por su valentía al salvar el estandarte del regimiento durante la batalla del Fuerte Wagner en 1863. La acción por la que recibió la Medalla de Honor precedió a la de cualquier otro receptor afroamericano de esta condecoración; sin embargo, su medalla fue en realidad una de las últimas en ser otorgada por el servicio de la Guerra Civil. Los afroamericanos recibieron la Medalla de Honor ya en abril de 1865.

## Biografía
William Harvey Carney nació como esclavo en Norfolk, Virginia, el 29 de febrero de 1840. No se sabe con certeza cómo consiguió la libertad. Según la mayoría de los relatos, escapó a través del Ferrocarril Subterráneo y se unió a su padre en Massachusetts. Otros miembros de su familia fueron liberados por compra o por la muerte de su amo.

### Guerra de Secesión

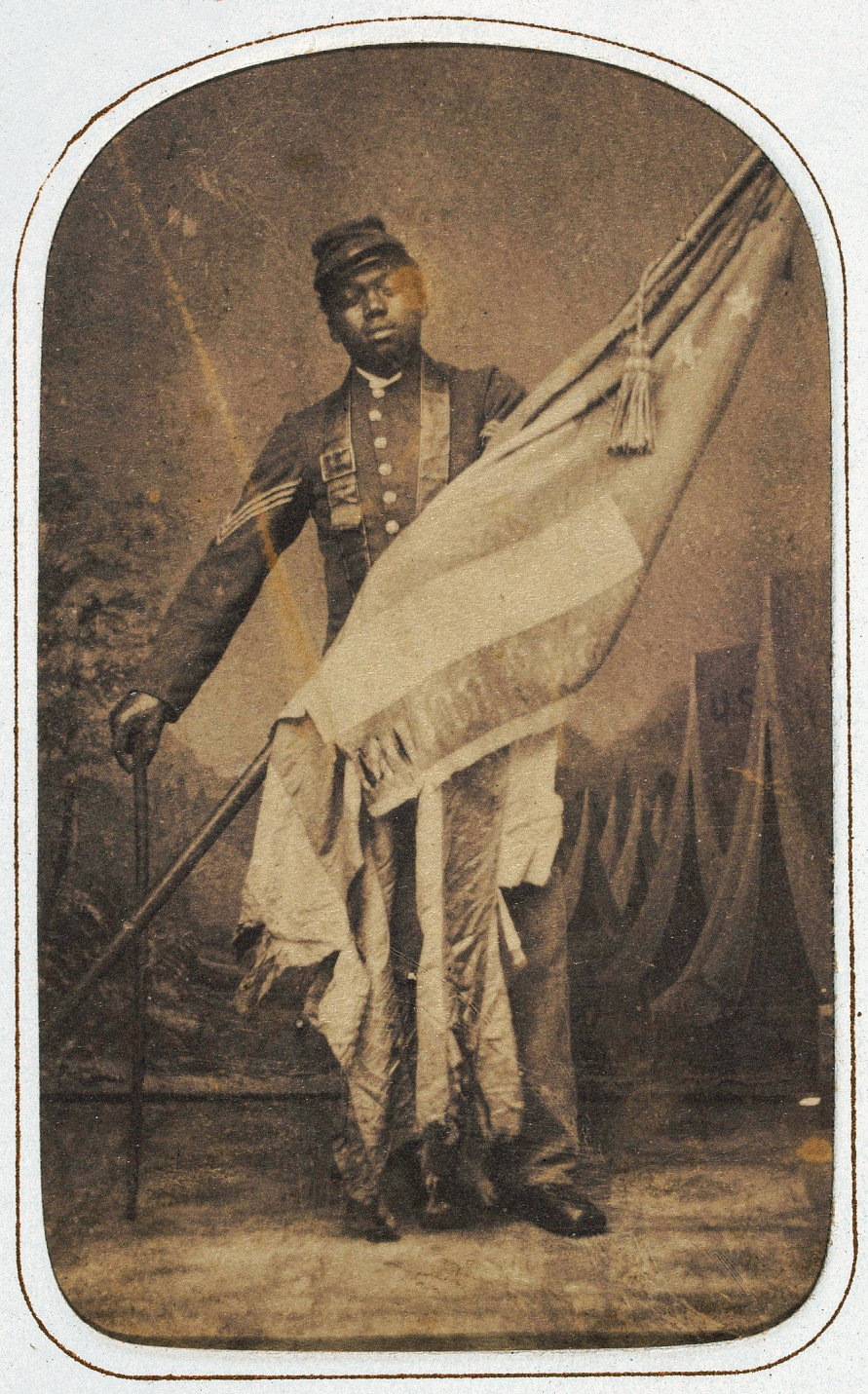
William H. Carney hacia 1864.

Carney se unió a la 54.º Regimiento de Infantería de Voluntarios de Massachusetts en marzo de 1863 y luego fue ascendido a sargento debido a su heroísmo y sus acciones durante la batalla del Fuerte Wagner. Participó en el asalto del 18 de julio de 1863 al Fuerte Wagner en Charleston, Carolina del Sur. Sus acciones allí finalmente le valieron la Medalla de Honor. Cuando mataron al guardia de color, Carney recuperó la bandera estadounidense y avanzó con ella, a pesar de las graves heridas. Cuando las tropas de la Unión se vieron obligadas a retirarse bajo el fuego, luchó por cruzar el campo de batalla; finalmente regresó a sus propias líneas y entregó el estandarte a otro superviviente del 54.º Regimiento, diciendo: «Muchachos, solo cumplí con mi deber; ¡la vieja bandera nunca tocó el suelo!». Debido a la gravedad de sus heridas que le incapacitaban para el servicio, fue liberado de su obligación de servir en el Ejército en junio de 1864.

### Tras la guerra
Después de su alta, Carney regresó a New Bedford, Massachusetts, y tomó un trabajo manteniendo las farolas de la ciudad. Luego entregó correo durante treinta y dos años. Fue vicepresidente fundador de New Bedford Branch 18 de la Asociación Nacional de Carteros, en 1890. Se casó con Susannah Williams y tuvieron una hija, Clara Heronia. Pasó algunos años en California y luego regresó en 1869.
Carney recibió su Medalla de Honor el 23 de mayo de 1900, casi 37 años después de los eventos en Fuerte Wagner (más de la mitad de tales condecoraciones de la Guerra de Secesión se entregaron 20 años o más después del hecho). Veinte hombres afroamericanos recibieron la medalla antes que él, pero debido a que sus acciones en batalla ocurrieron antes que a de los demás, algunos lo citan incorrectamente como el primer afroamericano en recibir la medalla. Su mención honoraria dice:
Cuando el sargento de la guardia de color fue derribado, este soldado agarró la bandera, abrió camino hacia el parapeto y plantó los colores allí. Cuando las tropas retrocedieron, recuperó la bandera, bajo un fuego feroz en el que resultó gravemente herido dos veces.
En 1901, poco después de que se le otorgara la medalla, se publicó una canción sobre sus atrevidas hazañas titulada «Boys the Old Flag Never Touched the Ground» [Muchachos, la vieja bandera nunca tocó el suelo].
El capitán Luis F. Emilio, el capitán más joven del 54.º Regimiento que había quedado a cargo durante el ataque a la Batería Wagner por la muerte o heridas de todos sus superiores, en su libro de 1891 A Brave Black Regiment escribió: «Sin embargo, se debe a los siguientes hombres alistados que se registran por encima de sus compañeros por mérito especial:  sargento [1.°] Robert J. Simmons, [sargento] William H. Carney...».
Carney murió en el Boston City Hospital el 9 de diciembre de 1908 por complicaciones de un accidente de ascensor en la Casa del Estado de Massachusetts, donde trabajaba para el Departamento del Estado. Su cuerpo fue velado durante un día en las salas de reuniones de Walden Banks, 142 Lenox Street, por deseo de su esposa e hija. Fue enterrado en una parcela familiar en el cementerio de Oak Grove en New Bedford, Massachusetts. En su lápida está grabada una imagen de la Medalla de Honor.

## Otros honores
Una escuela primaria de New Bedford, Massachussets, fue nombrada en su honor y  su casa de New Bedford en 128 Mill Street figura en el Registro Nacional de Lugares Históricos. Su estatua, junto con el soldado Milton L. Olive, se ve en el Monumento a los Receptores Afroamericanos de la Medalla de Honor en Wilmington, Delaware.
La estatua del sargento Carney también ocupa un lugar destacado en su ciudad natal, en el cementerio de West Point, Norfolk, Virginia, sobre un monumento a los veteranos afroamericanos de la Guerra Civil y la Guerra hispano-estadounidense.
En 2015, Carney fue honrado como uno de los «Hombres y mujeres fuertes en la historia de Virginia» por la Biblioteca de Virginia debido a sus acciones durante la Guerra de Secesión. El regimiento de Carney está representado en el Monumento a Robert Gould Shaw y el Quincuagésimo Cuarto Regimiento de Massachusetts, ubicado en Boston Common y diseñado por Augustus Saint Gaudens.